# A totalitárius diktatúrák áldozatainak európai emléknapja
A totalitárius diktatúrák áldozatainak európai emléknapját augusztus 23-án tartják a nácizmus és a kommunizmus áldozatainak emlékére.

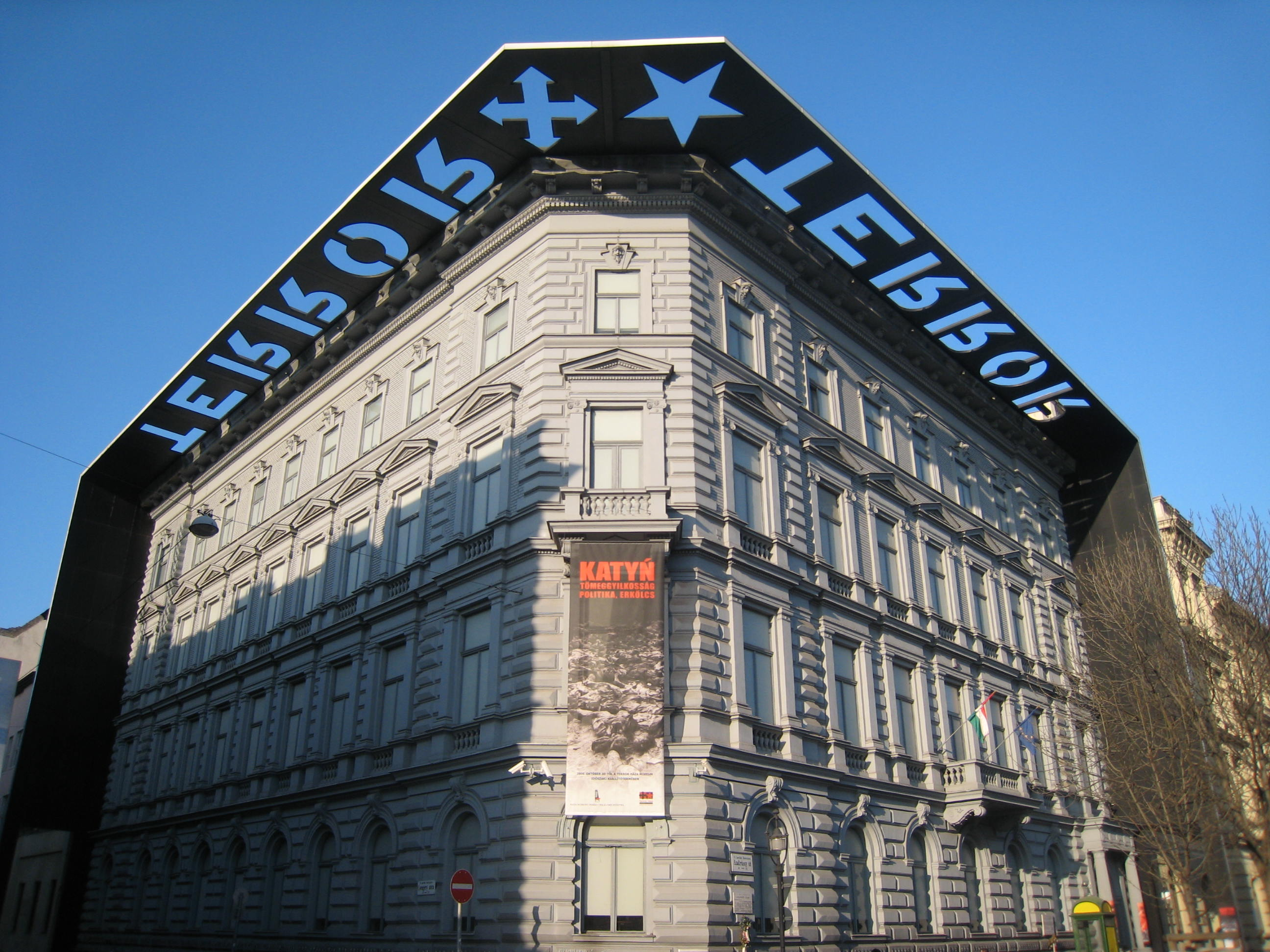
A nácizmus és a kommunizmus áldozatainak emlékére létrehozott múzeum, a Terror Háza Budapesten

## Története
A 2008 júniusában, Prágában tartott Európa lelkiismerete és a kommunizmus című nemzetközi konferencia megnyitóbeszédében Václav Havel volt cseh államfő kijelentette: "Európa rendkívüli felelősséget visel a nácizmusért és a kommunizmusért, azért a két totalitárius rendszerért, amelyek ezen a földrészen születtek". A konferencia résztvevői javasolták, hogy augusztus 23-át nyilvánítsák a totalitárius rendszerek áldozatainak emléknapjává. 
2008 szeptemberében magyar, észt, brit, német és lett képviselők hasonló értelmű nyilatkozattervezetet terjesztettek az Európai Parlament (EP) elé. Az EP 2009 áprilisában állásfoglalást szavazott meg a totalitárius rendszerekről, és ebben javasolták az emléknap megtartását.
Végül magyar−lengyel−litván kezdeményezésre, az EU-országok igazságügyi miniszterei 2011 júniusi luxembourgi tanácskozásukon fogadták el a totalitárius rendszerek által elkövetett bűncselekmények áldozataira emlékező dekrétumot, és egyben az 1939-ben Moszkvában megkötött Molotov–Ribbentrop-paktum – más néven Hitler−Sztálin paktum – aláírásának napját, augusztus 23-át, a totalitárius diktatúrák áldozatainak európai emléknapjává nyilvánították. A dokumentum elfogadásával az Európai Unió lépést kívánt tenni a közös európai múlt tudatának és a kollektív emlékezet erősítéséért.

## Megemlékezések
2011. augusztus 23-án az Európai Unió tagállamainak igazságügyi miniszterei Varsóban közösen rótták le kegyeletüket az áldozatok előtt, és nemzetközi konferenciát rendeznek a Varsói Felkelés Múzeumában, melynek során nyilatkozatot fogadtak el az áldozatok iránti felelősségről és kijelentették, hogy mindent megtesznek a hasonló cselekmények megismétlődésének megakadályozására. A konferenciák született megállapodás alapján 2011. október 13-14-én Prágában a totalitárius rendszerek kutatására 13 ország 19 intézetét összefogó hálózatot hoztak létre.
A 2012-es megemlékezést Budapesten, a Terror Háza Múzeumban tartották az Európai Unió igazságügyi miniszterei és államtitkárai részvételével. A Parlamentben konferenciát rendeztek Szembesítés a múlttal - a totalitárius diktatúrákat követő jogi elszámoltatás tapasztalatai címmel, melyen a kutatóintézetek képviselői egy olyan európai múzeum létrehozásáról döntöttek, amelynek feladata a kommunista, a nemzetiszocialista és egyéb totalitárius rendszerek működésének és bűneinek feltárása, bemutatása.
2013-ban Vilniusban, a soros EU-elnök Litvánia fővárosában tartották a megemlékezést a totalitárius diktatúrák áldozatairól a balti országok, a magyar, a cseh, a lengyel, a román és a horvát kormány képviselőinek részvételével. A budapesti Terror Háza Múzeumnál mécsesgyújtással emlékeztek.
2014. augusztus 23-án Kövér László, az Országgyűlés elnöke és Norbert Lammert, a német Bundestag elnöke az emléknap alkalmából közös nyilatkozatot adtak ki, melyben kijelentették, hogy a Molotov–Ribbentrop-paktum "felosztotta kontinensünket a szovjet és a nemzetiszocialista erőszakuralmi rendszerek között", és a második világháború következtében tartóssá vált megosztottság miatt évtizedekig döntően meghatározta Európa sorsát.